# Polynema crassa
Polynema crassa är en stekelart som beskrevs av Mani och Saraswat 1973. Polynema crassa ingår i släktet Polynema och familjen dvärgsteklar. Inga underarter finns listade i Catalogue of Life.